# 荷兰同性婚姻

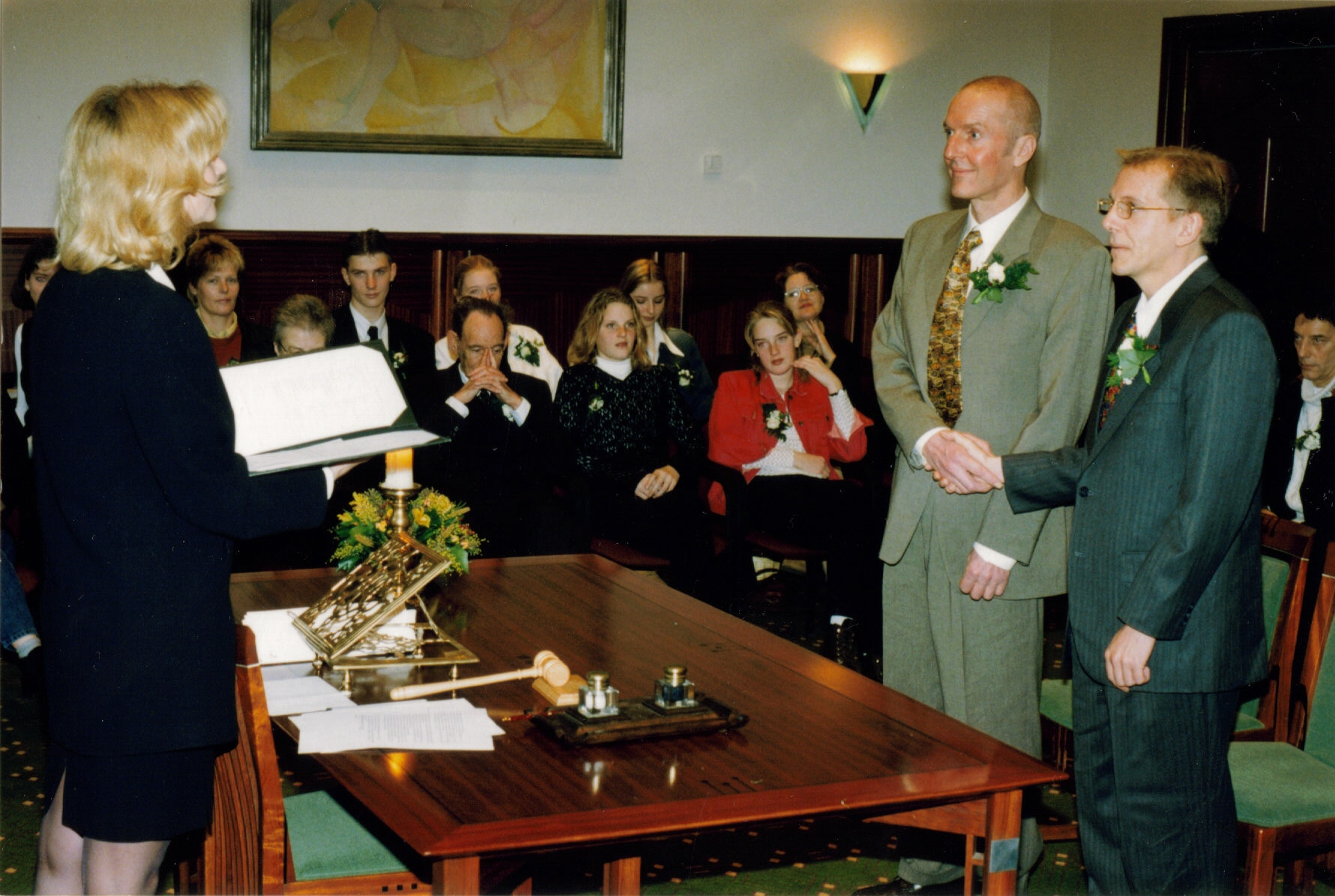
合法化後的第一個月在阿姆斯特丹的同性婚姻

荷蘭同性婚姻（荷蘭語：Huwelijk tussen personen van gelijk geslacht或者homohuwelijk）自2001年4月1日在荷蘭正式合法化。荷蘭是世界上第一個合法化同性婚姻的國家。
2001年4月1日，荷蘭向同性伴侶開放了民事婚姻。自2012年10月10日起，這也適用於荷蘭加勒比區。事實上，在荷蘭不存在單獨的「同性婚姻」問題，從法律上講，它只是一種婚姻。無論如何，民事婚姻與性行為没有正式关系。
在荷蘭王國的其他地區，同性伴侶還不能結婚，因為王國沒有普通民法。

## 同性婚姻的二十年
2021年4月1日，二十年前在荷蘭締結了第一樁同性婚姻。自2001年以來，已有28,000人結婚，其中約20,000人仍然在一起。大約4,500對同性伴侶已經分手，其他人已經移居國外或死亡。在 2010 年與另一位女性結婚的女性中，26% 的女性在十年後離婚。在兩個男人之間的婚姻中，這一比例為14%在男人和女人之間，有16%的婚姻以離婚告終。

## 荷蘭歐洲區
“同性婚姻”在1967年夏天成為一個公共話題，當時兩名年輕男子在鹿特丹教堂的“奉獻彌撒”中交換了戒指。1969年，同性婚姻是哈里·湯瑪斯和他創立的同性戀黨的一個行動點。然而，LGBT權利運動COC不喜歡同性婚姻，而是贊成關係自由，其中不同類型的關係（婚姻，封閉式和開放式關係）被視為平等的可能性。1970年，哈里·湯瑪斯希望他的關係在天主教會得到祝福，但教會領導人暫時不想允許這樣做，部分原因是牧師工作組對同性戀者的負面建議。
在八十年代，律師揚·沃爾特·瓦貝克看到了使同性人也可以進行民事婚姻的法律可能性。他就此事聯繫了亨克·克羅爾，並於1988年，同性戀報紙之友基金會發起了一項向男同性戀者開放公證婚姻的運動。 一項審判開始了，最終阿姆斯特丹法院的多個分庭在1989年承認：“法律中沒有一處說婚姻只適用於一男一女，但這並不能改變立法者確實打算為一男一女結婚的事實”。
當第一屆紫色內閣於1994年上任時，已有100個城市開設了臨時婚姻登記。司法部國務秘書伊莉莎白·施密茨還需要四年時間才能提出法律關係安排的提案：從1998年1月1日起，異性戀和同性戀者都可以建立民事結合。然而，這並沒有產生親子關係（因此，男性伴侶必須單獨承認女性伴侶的子女才能成為合法父親），而是與“姻亲”的婚姻關係。解除已登記的伴侶關係比通过离婚解除婚姻要簡單得多。其他法律效力與婚姻相同。
自2001年起，已登記的伴侶關係可轉變為婚姻關係。那時，只要提出簡單的要求，婚姻就可以轉變為註冊伴侶關係。後者有時適用於兩個婚姻伴侶想要快速離婚（所謂的闪电离婚）：婚姻隨後轉變為註冊伴侶關係，並且該伴侶關係很快解散。自2009年以來，不再可能從婚姻轉變為註冊伴侶。
因此，同性伴侶可能已經選擇了一種受法律監管的同居形式，這種形式在大多數方面都等同於婚姻。然而，根據婚姻開放委員會1997年10月報告中的多數意見，決定也向兩名女性或兩名男性開放婚姻。平等待遇的出发点在這方面起決定性作用。
婚姻對許多人來說具有特殊的價值和象徵意義，並且可能存在以這種方式確認關係的願望。委員會的大多數成員沒有壓倒一切的理由將同性伴侶排除在這種可能性之外。應該記住，在荷蘭，如果教會婚姻之前沒有公證婚姻，为其祝福是一种犯罪。
1998年，第二個紫色內閣成立，新任國務卿喬布·科恩主持了通過議會開放民事婚姻的法案。在國會二院，109名議員對該法案投了贊成票：工黨（塔納西斯·阿波斯托盧除外）、自由民主人民黨、民主66、綠色左派、社會黨和格爾達·維爾堡、南希·丹克斯和乔普·维恩（基督教民主呼籲）。33個成員投反對票：基督教民主呼籲（上述三個除外）、改革後的政治聯盟、改革黨和改革政治聯盟†。规范这一点的法律于2001年4月1日开始生效。這是世界上第一次同性婚姻合法化。
荷蘭沒有獨立的同性婚姻，或專門針對兩個同性的人的婚姻形式。所有伴侶組合（男性-男性、男性-女性和女性-女性）在法律上都是相同的。

### 法律
2000年12月21日生效的《荷蘭法》修訂了《民法典》第1卷，涉及向同性人開放婚姻（《婚姻開放法》），该法案于2001年4月1日生效，修訂了《民法典》第1卷（家庭法），主要變化是增加了第30條的規定：
婚姻可以由不同性别或相同性别的两个人缔结。
因此，決定向同性伴侶開放現有的民事婚姻，這種婚姻以前只對不同性別的人開放。荷兰的两个男人或两个女人之间的婚姻，原则上与一个女人和一个男人之间的婚姻具有相同的条件和法律后果：
- 缔结、完成和终止婚姻的条件和规则是相同的。
- 夫妻双方对彼此的义务和权利是相同的。

然而，有两个重要的区别。
- 两个女人或两个男人之间的婚姻不会与配偶的子女产生后代关系，而一个女人和一个男人之间的婚姻往往会产生后代关系；男性配偶根据法律规定成为其妻子在婚姻期间所生子女的合法父亲（即使他不是亲生父亲），但女性配偶不会根据法律规定成为其妻子子女的合法母亲--但她是继父母（因此有抚养义务，以後不得與孩子結婚），也可以向法院申請子女的監護權。如果她的伴侣是唯一的合法父母，則兩人都有共同的監護權。同样地，男性配偶是其丈夫孩子的继父母。只有当继父母收养孩子时，两人之间才会建立起亲子关系。在这种情况下，孩子有两个合法的父亲（而不再有一个合法的母亲：收养切断了这一联系）或两个合法的母亲。一个女人不能承认另一个女人的孩子。

國外承認兩個女人或兩個男人之間的婚姻會（而且通常也會）造成問題。大多數國家法律制度中的普遍學說認為這種類型的婚姻是絕對無效的。一個例外是阿魯巴島、庫拉索島和聖馬丁島，它們是荷蘭王國的一部分，根據《荷蘭王國章程》，它們必須承認彼此的行為（包括結婚證書），即使他們自己不知道同性婚姻。
在欧盟内部，有越来越多的声音要求相互承认合法缔结的同性婚姻（如荷兰、比利时和西班牙）。另外，荷兰的同性恋婚姻如果在另一个国家不被承认：例如，德國聯邦法院（稅務最高法院）將兩名荷蘭婦女之間的婚姻稱為「Eingetragene Lebenspartnerschaft」，因此，被认为是一种民事結合。然而，在承认关系方面，两个同性伙伴之间的民事結合一般会引起较少的问题。许多国家不承认两个男人或女人之间的婚姻，但承认两个同性之间的民事結合。
随着婚姻对同性伴侣的开放，荷兰收养孩子的规则也发生了变化：缔结同性民事婚姻的同性伴侣现在可以共同收养；也允许与父母同性别的配偶收养继父母（从1998年起称为 "伴侣收养"）。大多数国家不允许荷兰同性伴侣收养儿童：为了避免国际法律冲突，荷兰法律因此仍然普遍不允许同性伴侣收养外国儿童。

## 荷蘭加勒比區
《關於博内尔岛、圣尤斯特歇斯岛和萨巴岛公共实体实施法》使当时的《荷屬安地列斯民法典》在荷兰加勒比海地区具有荷兰法律的地位，名称为“民法典”。《關於博內爾島、聖尤斯特歇斯島和薩巴島公共實體的適應法》第8.20條在提出之前對第1卷作了修改。在討論該《调整法》期間，議員雷姆斯（VVD）和范根特（GroenLinks）通過了一項修正案，其中，除其他事項外，其中包括在上述第8.20條中增加了DDa 部分，開啟了婚姻。它被添加到《调整法》第16.1條中，該條規定，《调整法》的條款將在皇家法令確定的不同條款或其部分可以不同決定的時間生效，第8.20條的部分將在《调整法》的一個或多個條款生效后兩年內生效。
因此，起初登記和接受婚姻的情況與阿魯巴和庫拉索的情況非常相似。自2011年1月1日起，同性戀伴侶接受（歐洲）荷蘭契約的行為已合法確立（因此它不僅受法院裁決的約束）。它還提供了登記在其他國家締結的同性婚姻的機會。
由於過渡日期為2010年10月10日且未設定其他實施日期，因此自2012年10月10日起自動修訂民法BES第1卷。同时，在博内尔岛和萨巴岛已经举行了一些同性婚姻，包括来自阿鲁巴的一对夫妇的婚姻，在那里是不可能的。

## 教會祝福
在荷兰，同性关系在一些教会中受到祝福。自2004年起，荷蘭新教教堂的教会秩序提供了这方面的空间，但每个教区必须做出自己的选择。现在有多少教区可以做到这一点不得而知。根据COC的说法，抗議者兄弟会自1986年以来一直为同性结合提供祝福，使其成为世界上第一个基督教教派。這種情況已經这在1960年代以不同的形式發生，在其他教派中也是如此，通常是在私人慶祝活動中。